# Bō-shuriken

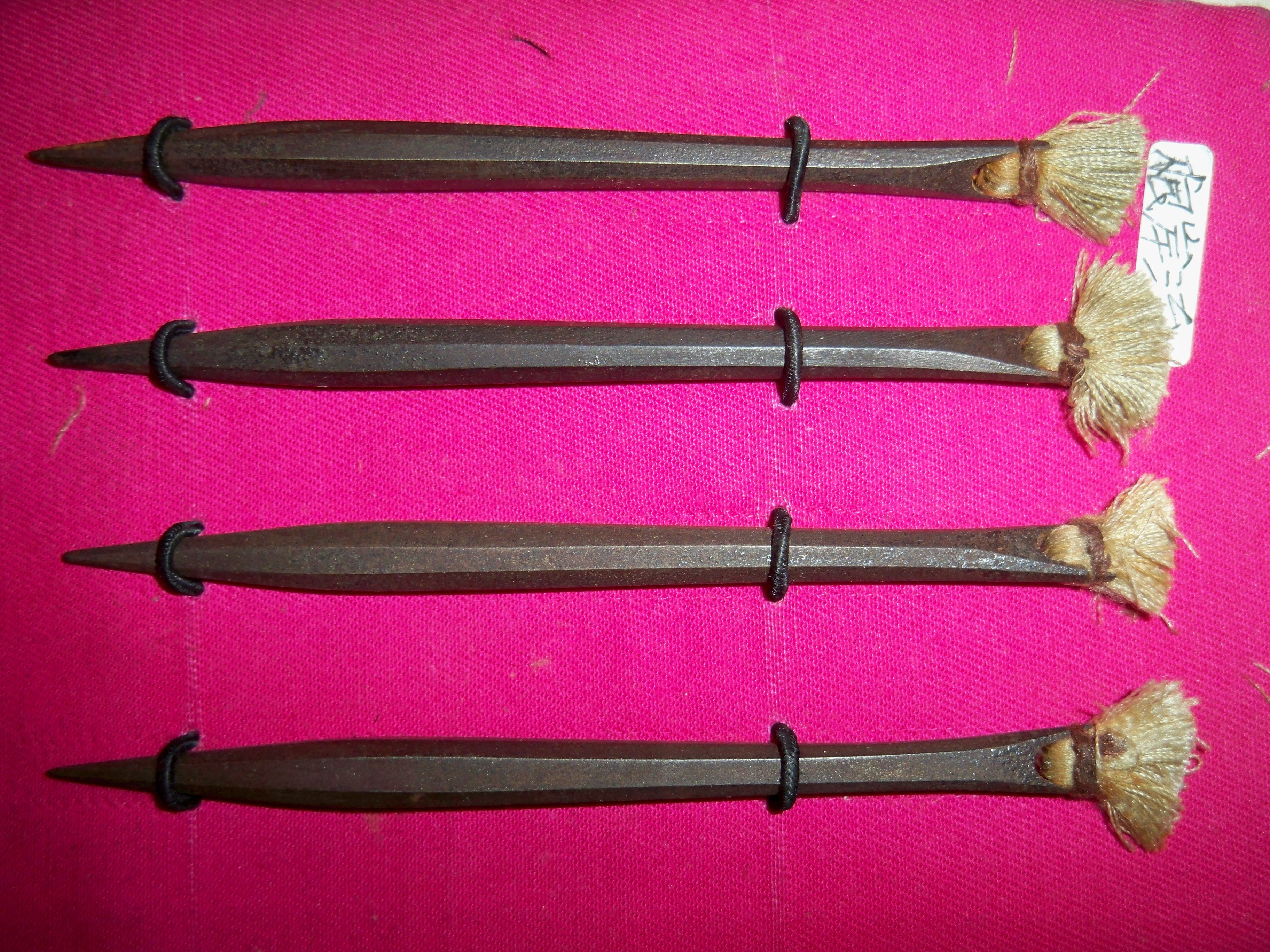
Bō-shuriken

Bō-shuriken – broń służąca do miotania wykonana z prostych, metalowych kolców. Zazwyczaj z jednym ostrzem, czasami z dwoma. Mają długość od 12–21 cm, a przeciętną masę 35–150 g. Jest wiele sposobów rzucania bō-shuriken.
Główne sposoby rzucania to jiki da-ho i han-ten da-ho. Te dwie metody bardzo się różnią. W pierwszym sposobie nie jest dozwolone, aby ostrze kręciło się przed trafieniem w cel, natomiast w drugim sposobie wymagane jest, aby ostrze kręciło się przed uderzeniem w cel.